# Anne Brüggemann-Klein
Anne Brüggemann-Klein (* 1956) ist eine deutsche Informatikerin und Professorin für Angewandte Informatik am Lehrstuhl „Connected Mobility“ an der Fakultät für Informatik der Technischen Universität München.
Sie forscht auf dem Gebiet des Document and Web-Engineering. Sie arbeitet an Methodiken und Werkzeugen für ein Personal Web Engineering mittels Domänen-Modellen.

## Werke
- mit Demirel T, Pagano D und Tai A: “Reverse Modeling for Domain-Driven Engineering of Publishing Technology”. Balisage Series on Markup Technologies. 2010; 5.
- mit Wood D: “Balanced Context-Free Grammars, Hedge Grammars and Pushdown Caterpillar Automata”. In: Proceedings of Extreme Markup Languages. 2004.
- mit Wood D: „One-Unambiguous Regular Languages“. Information and Computation. 1998; 140 (2): 229–253.
- mit Klein R, Wohlfeil St: „Pagination Reconsidered“. Electronic Publishing―Origination, Dissemination and Design. 1996; 8(2&3): 139–152.
- „Regular Expressions into Finite Automata“. Theoretical Computer Science. 1993; 120(2): 197–213.